# Saint-Romain-sur-Cher

Saint-Romain-sur-Cher este o comună în departamentul Loir-et-Cher, Franța. În 1 ianuarie 2022 avea o populație de 1.458 de locuitori.